# Iwona Blecharczyk
Iwona Blecharczyk (nacida el 24 de septiembre de 1987) es una caminonera y YouTuber, oriunda de Polonia. En 2013, estableció el canal "Trucking Girl" en el sitio web de YouTube y luego, en 2019, recibió el título de Barbie Shero como modelo a seguir para las niñas.

## Biografía
Ella viene de Kosztowa, Voivodato de Subcarpacia. En 2007 participó en el Miss Polonia concurso de belleza y terminó en la final de Miss Polonia de Podkarpacie en Mielec. En 2010, cuando se graduó de la universidad, Iwona Blecharczyk se convirtió en profesora cualificada de Inglés como lengua extranjera. Trabajó como conductora de minibús en las rutas de Polonia a Inglaterra, luego trabajó en la industria de la confección. En 2011, comenzó a trabajar como camionera profesional.
En 2013, fundó el canal de YouTube, "Trucking Girl", donde presenta videos tomados desde la cabina de su camión y habla sobre temas relacionados con el transporte. El canal funciona en dos idiomas – Polaco e Inglés. Los espectadores de Polonia representan aproximadamente la mitad de la audiencia Fuera de Polonia, el registroEstadísticamente, los videos se ven con mayor frecuencia en Alemania, Estados Unidos, Canadá y el Reino Unido. Tiene páginas de fans en Instagram y Facebook, también. En 2017 fue la cara de euroShell (la tarjeta fue reemplazada posteriormente por la tarjeta Shell en 2018).
En el período 2017-2018, Blecharczyk viajó a América del Norte (Canadá, Estados Unidos), donde estuvo trabajando como conductora de camiones especializados, recorriendo, entre otros, los senderos de hielo y los campos petroleros.
En 2019, Mattel la premió (como la segunda mujer polaca después de Martyna Wojciechowska) el título de Barbie Shero. Ella se ha convertido la embajadora de la empresa Volvo Trucks.
Fue invitada a participar como ponente en una conferencia TEDx y trabajó como voluntaria. En Discovery Channel Polonia fue Blecharczyk fue elegida para presentar la serie de televisión Przygody truckerki (Las aventuras de la mujer camionera).
Alrededor del mundo, diversos medios han escrito sobre Iwona Blecharczyk, por ejemplo en Die Zeit, Der Spiegel Panorama, el Diario canadiense La Presse de Montreal, el sitio web metropolitaine.fr de Bordeaux, y el sitio web sobre transporte (vezess.hu).
En 2020, la editorial Muza S.A. publicó un libro de 320 páginas de Iwona Blecharczyk Chica camionera. 70-metrową ciężarówką przez świat (en: Chica camionera. Con un camión de 70 metros por el mundo) (ISBN 978-83-287-1519-6), sobre temas similares a sus actividades en internet.